# Municipio de Highland (condado de Defiance)
El municipio de Highland (en inglés: Highland Township) es un municipio ubicado en el condado de Defiance en el estado estadounidense de Ohio. En el año 2010 tenía una población de 2372 habitantes y una densidad poblacional de 25,43 personas por km².

## Geografía
El municipio de Highland se encuentra ubicado en las coordenadas 41°12′35″N 84°17′6″O / 41.20972, -84.28500. Según la Oficina del Censo de los Estados Unidos, el municipio tiene una superficie total de 93.27 km², de la cual 93.27 km² corresponden a tierra firme y (0%) 0 km² es agua.

## Demografía
Según el censo de 2010, había 2372 personas residiendo en el municipio de Highland. La densidad de población era de 25,43 hab./km². De los 2372 habitantes, el municipio de Highland estaba compuesto por el 95.45% blancos, el 1.6% eran afroamericanos, el 0.04% eran amerindios, el 0.34% eran asiáticos, el 0.04% eran isleños del Pacífico, el 1.31% eran de otras razas y el 1.22% pertenecían a dos o más razas. Del total de la población el 5.65% eran hispanos o latinos de cualquier raza.